# میکولا کروپنیک
میکولا کروپنیک (انگلیسی: Mykola Krupnyk؛ زادهٔ ۲ سپتامبر ۱۹۷۲) ورزشکار ورزش دوگانۀ اهل اوکراین است. او همچنین از ورزشکاران دوگانه در بازی‌های المپیک زمستانی ۱۹۹۸ بوده است.